# Міхельсон Лев Олександрович
Лев Олександрович Міхельсон (7 [19] серпня 1861, Тульчин Подільської губернії (наразі Вінницької обл. України) — 2 серпня 1923, Мюнхен, Німеччина) — російський юрист, підприємець (продавець вугілля, видавець). Брат фізика, геофізика і метеоролога Володимира Міхельсона та російського воєначальника, генерал-лейтенанта Олександра Міхельсона.

## Життєпис
Народився в сім'ї Олександра Михайловича Міхельсона (1825—1875), колезького радника, цивільного інженера департаменту землеробства і сільської промисловості. У 1878 році закінчив приватну гімназію Креймана в Москві, у 1883 році — юридичний факультет Московського університету зі ступенем кандидата.
У 1880-х роках — присяжний повірений. У 1895 році Міхельсон отримав свідоцтво на право розвідки золота і руд і в 1896 році, разом з колезьким секретарем М. І. Перфильєвим та омським купцем Г. І. Ременніковим, заснував акціонерне товариство Судженських кам'яновугільних копалень. Після викупу акцій компаньйонів, у 1897 році, став одноосібним власником найбільших у Сибіру кам'яновугільних копалень, які постачали вугілля сибірським і уральським заводам (був монополістом з продажу вугілля від Волги до Єнісею). Балансова вартість Судженських копалень у 1916 склала 8 млн руб.
У 1914 році Міхельсон купив велику частину паїв заснованої О. С. Суворіним московської газети «Вечернее время» з тиражем до 135 тис. примірників. Йому також належала більша частина акцій газети О. І. Гучкова «Голос Москви». У 1916 році придбав у фірми «В. Я. Гоппер і К °» Московський електромеханічний завод («Завод Міхельсона», на якому у 1918 році відбувся замах на В. І. Леніна). На 15-мільйонну субсидію уряду налагодив випуск снарядів і гранат. У 1917 році заснував акціонерне товариство «Руська машина» з капіталом у 12 млн руб. Мав лісові дачі, маєток, особняк на Малій Нікітській у Москві. У 1917-18 роках розширив підприємства в Сибіру, купив Лебедянські копальні Д. К. Мачіні і П. М. Тимофєєва, 3 лісопилки по Яє, борошномельний млин і цегельний завод. У 1918 році підприємства Міхельсона націоналізували.
За своїми політичними переконаннями Л. О. Міхельсон тяжів до конституційних монархістів, був членом московського ЦК партії Союзу 17 жовтня.
Помер 2 серпня 1923 року у Мюнхені.